# CDC123
CDC123‏ (Cell division cycle 123) هوَ بروتين يُشَفر بواسطة جين CDC123 في الإنسان.